# منتخب سلوفينيا لكرة السلة 3x3
منتخب سلوفينيا لكرة السلة 3x3 هو منتخب سلوفينيا الوطني في رياضة كرة السلة 3×3، يدار من قبل الاتحاد السلوفيني لكرة السلة، فاز ببطولة أوروبا في 2016